# Wilmersdorfer Waldfriedhof Güterfelde

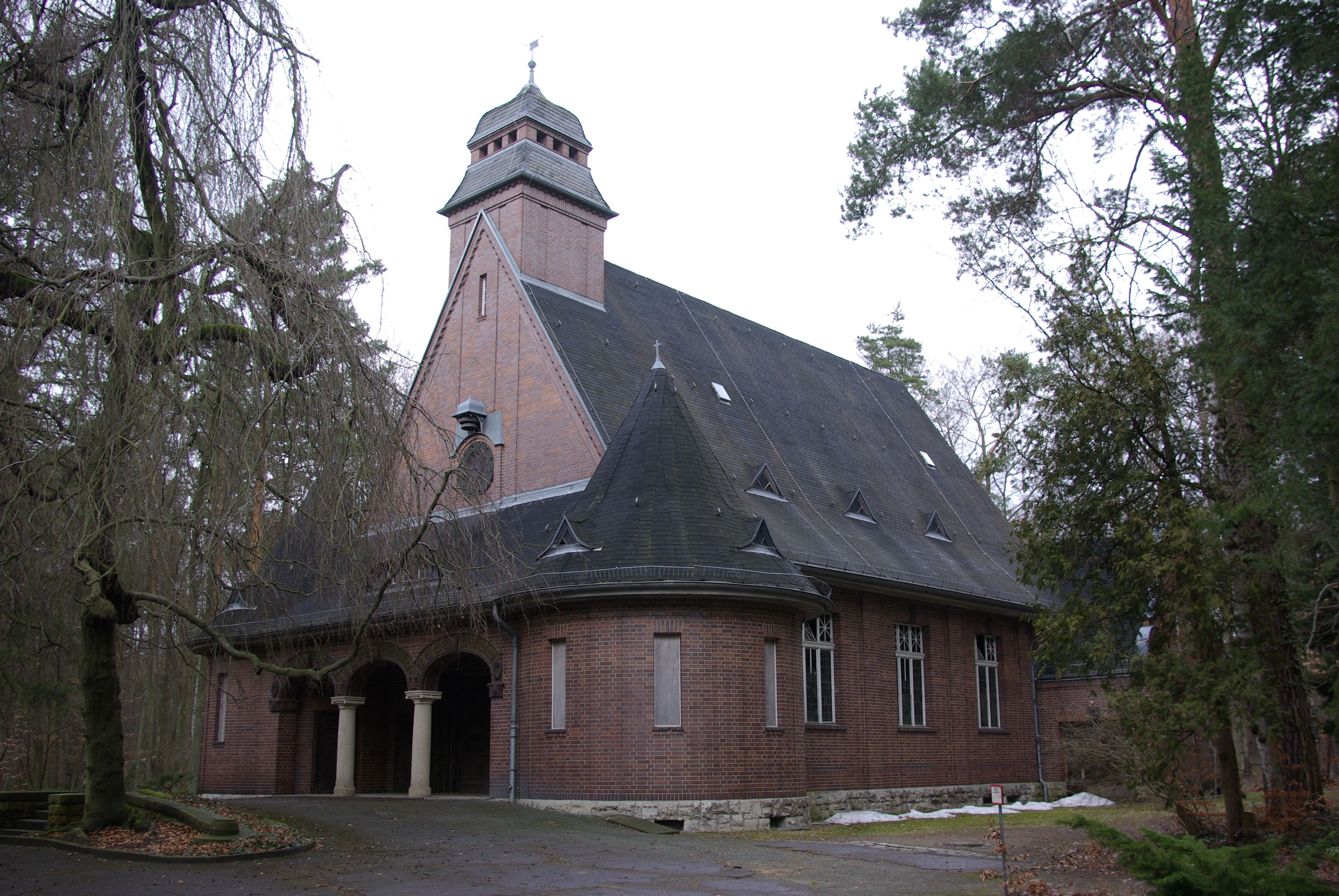
Kapelle

Der Wilmersdorfer Waldfriedhof Güterfelde ist ein landeseigener Berliner Friedhof. Er liegt außerhalb der Stadt in Güterfelde, Ortsteil der Gemeinde Stahnsdorf. Der Friedhof umfasst eine Fläche von 13,1 Hektar. Er bildet zusammen mit dem Südwestkirchhof Stahnsdorf und dem Wilmersdorfer Waldfriedhof Stahnsdorf das bedeutendste Friedhofensemble in Brandenburg.

## Lage
Der Friedhof liegt südwestlich von Berlin auf dem Gebiet des Ortsteils Güterfelde der Gemeinde Stahnsdorf im Landkreis Potsdam-Mittelmark etwa zwei Kilometer nordwestlich vom Güterfelder Dorfkern. Er befindet sich mit der Adresse Potsdamer Damm 11 auf der Nordseite der Kreisstraße 6960 zwischen Stahnsdorf und Potsdam. Im Nordosten grenzt er an den Südwestkirchhof, den zweitgrößten deutschen Friedhof, der bereits auf dem Gebiet des Ortsteils Stahnsdorf der gleichnamigen Gemeinde gelegen ist.

## Geschichte

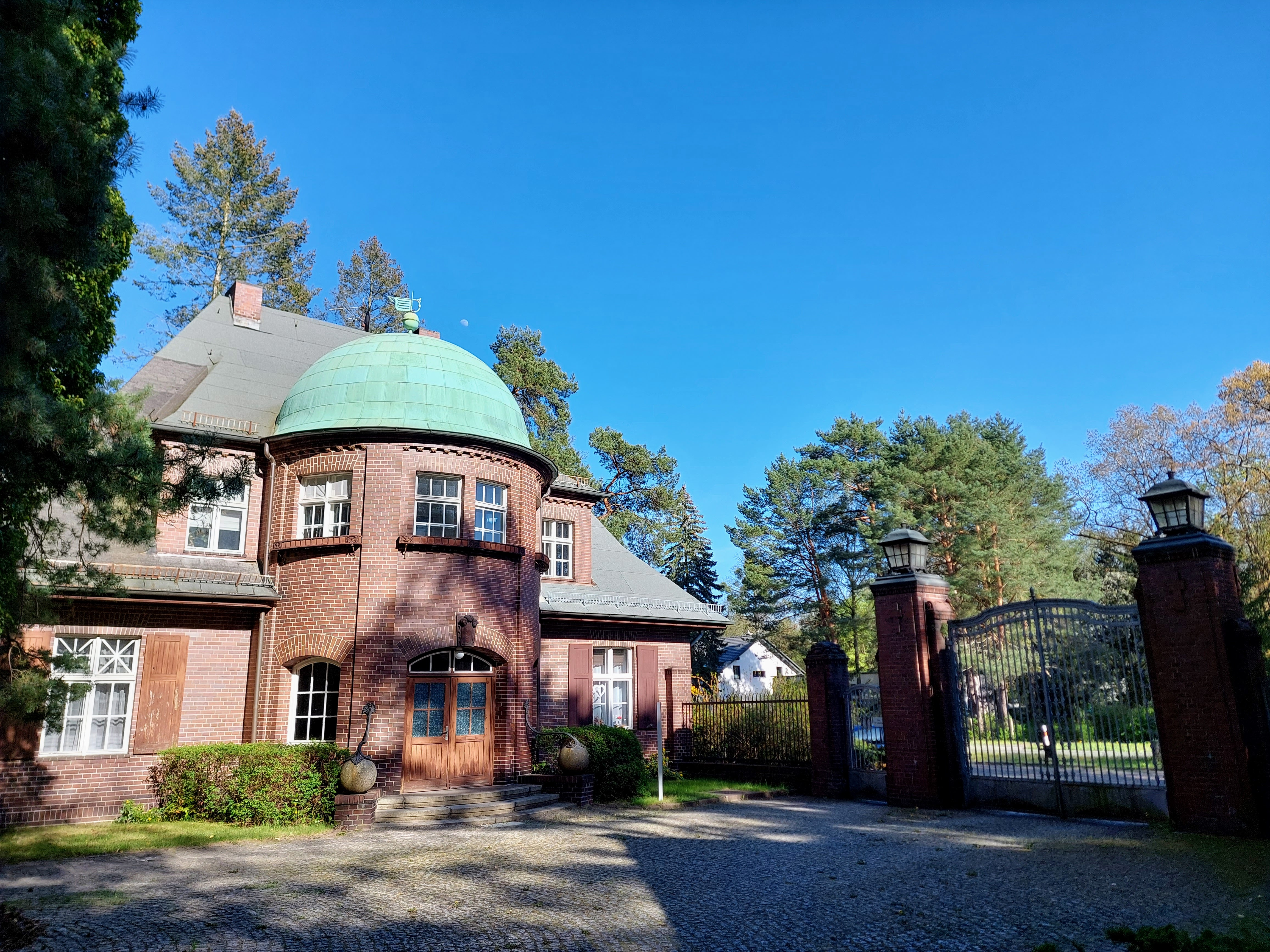
Tor und Verwaltungsgebäude

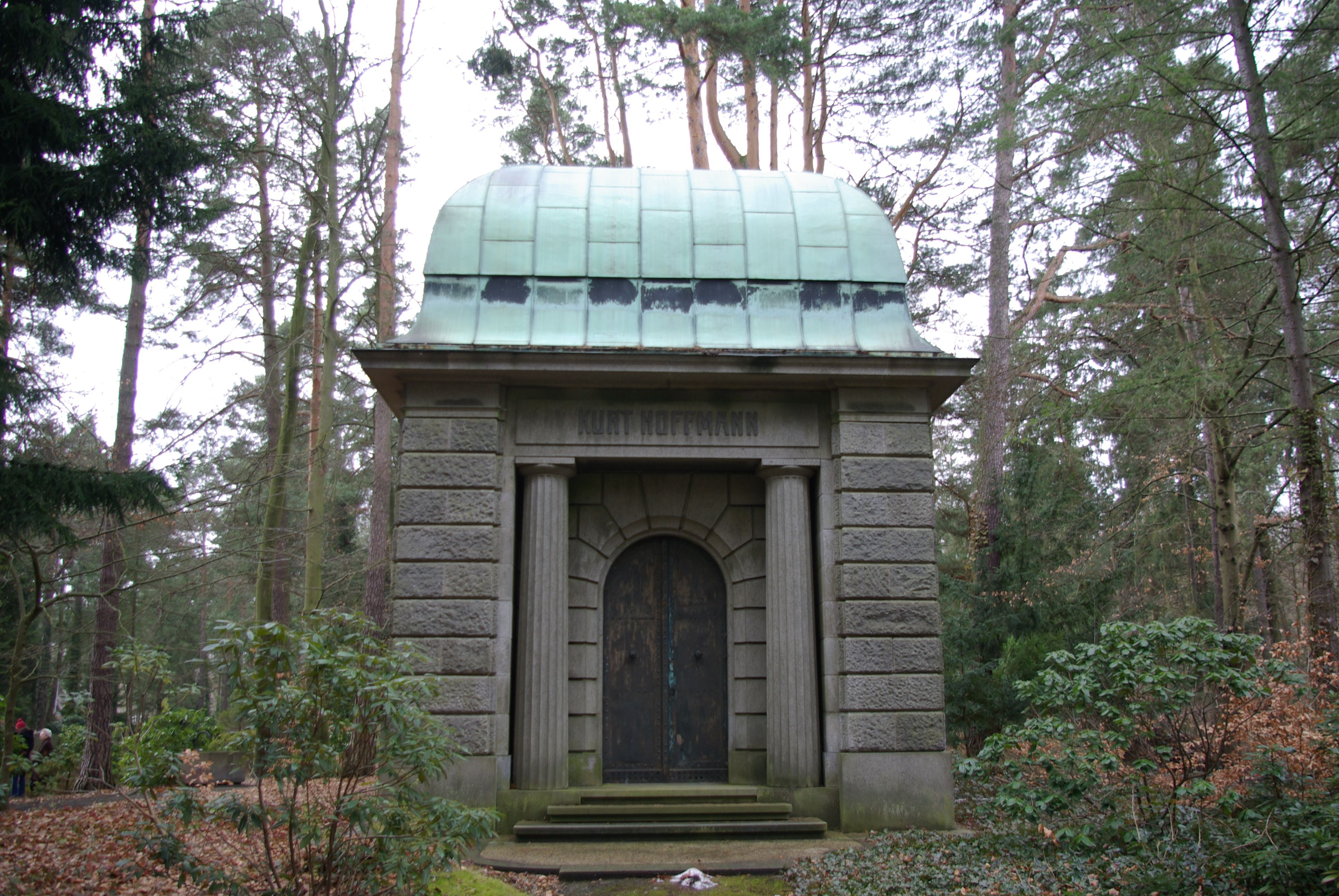
Mausoleum von Kurt Hoffmann

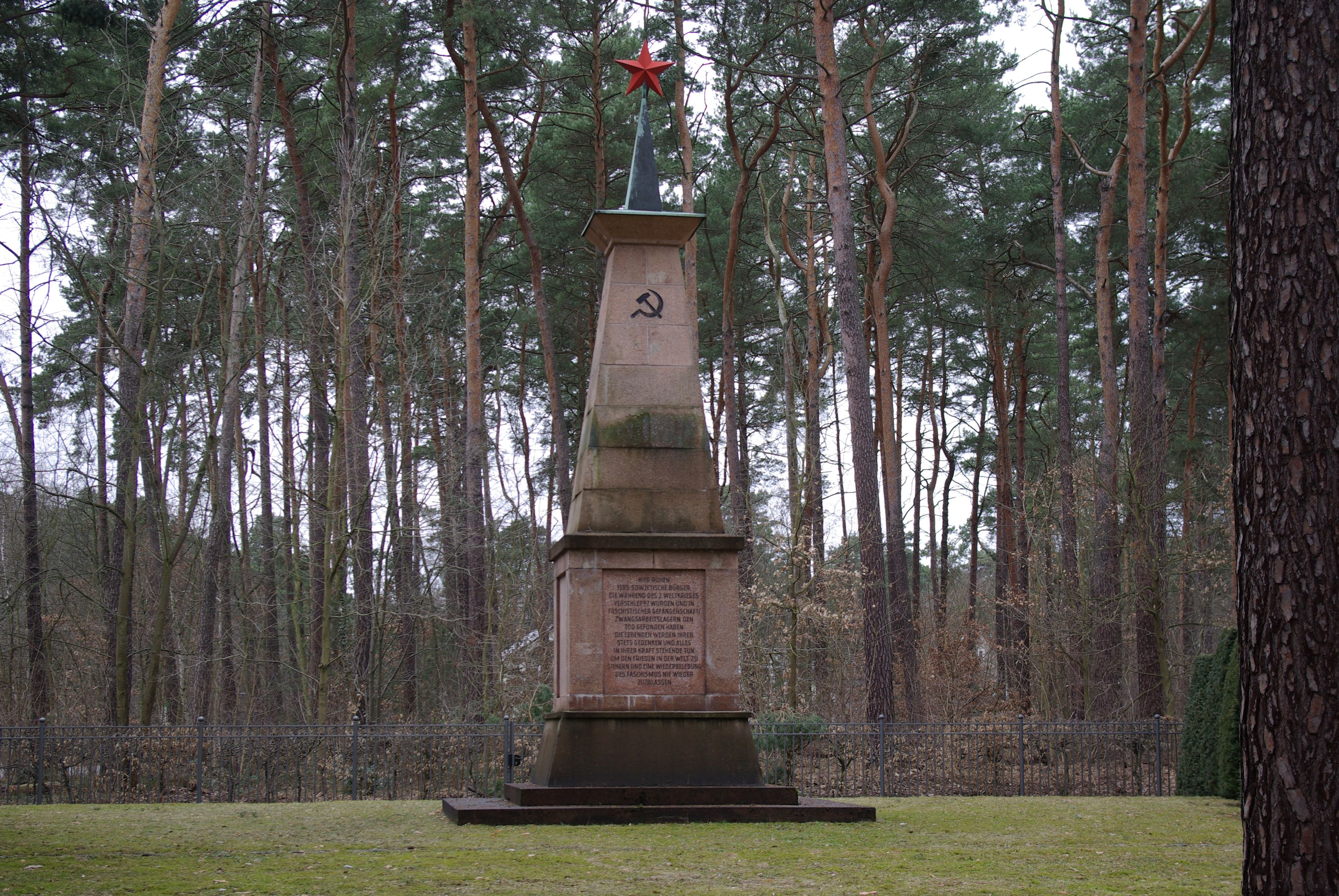
Sowjetisches Ehrenmal

Im Jahr 1909 erwarb die Landgemeinde Friedenau ein Grundstück nahe dem seinerzeit eröffneten evangelischen Südwestkirchhof Stahnsdorf. Friedenau war ein beliebtes Wohngebiet des Bürgertums geworden, konnte seinen Einwohnern jedoch nur den kleinen Friedhof an der Stubenrauchstraße anbieten, der bald an seine Kapazitätsgrenze gekommen war. Anlass war die Ankündigung des benachbarten Wilmersdorf, das ebenfalls große Probleme mit den zahlreichen Zuzüglern hatte, künftig keine Leichen mehr aus Friedenau zu übernehmen.
Die Gestaltung des Waldgrundstücks wurde dem Friedenauer Gemeindebaurat Hans Altmann übertragen. Er ließ eine ungewöhnlich große Friedhofskapelle mit Klinkerfassade errichten, dazu das Verwaltungsgebäude, das Haus des Friedhofwärters mit dem Blumenladen sowie verklinkerte Brunnen und Sitzbänke. Vorbild für die Anlage des Wegenetzes auf dem Friedhofs war die Carstenn-Figur, nach der das Straßensystem in Friedenau gestaltet worden war.
Im Juni 1913 wurde die Friedhofsbahn nach Stahnsdorf eröffnet. Die erste Beisetzung auf dem Friedhof der Gemeinde Friedenau erfolgte im August 1913. Aber schon 1920 wurde Friedenau nach Groß-Berlin eingemeindet und zum Ortsteil des Bezirks Schöneberg. Der Friedhof hieß nun Waldfriedhof Schöneberg. Im Jahr 1935 wurde die Verwaltung des Friedhofs dem Bezirk Wilmersdorf übertragen, der bereits seit 1920 den Wilmersdorfer Waldfriedhof Stahnsdorf in der Nähe betreute. Seitdem trägt er den heutigen Namen (wenn man von der Änderung des Namens Gütergotz in Güterfelde absieht, die erst 1937 erfolgte).
Der Friedhof wurde nie richtig angenommen, da es nach 1920 für die Friedenauer allein im Bezirk Schöneberg vier städtische Friedhöfe zur Auswahl gab, die Bestattungsgewohnheiten sich mehr und mehr zu Gunsten des platzsparenden Urnengrabs veränderten und mit dem Bau der Berliner Mauer 1961 der Friedhof für die West-Berliner nur unter großen Mühen zugänglich war. Die Anwohner aus Güterfelde hatten ihren eigenen Friedhof, konnten sich jedoch zu Zeiten der DDR auch hier beisetzen lassen. Die Stadt Berlin hatte für den Friedhof nach der deutschen Wiedervereinigung keinen Bedarf, da es genügend freie Grabstellen auf den meisten innerstädtischen Friedhöfen gab. Alle Gebäude wurden in den 1990er Jahren aufwendig restauriert, allerdings werden Neubestattungen für den inzwischen unter Denkmalschutz gestellten Friedhof nicht mehr zugelassen.

## Bemerkenswerte Gräber
- Kurt Hoffmann, als Großgrundbesitzer in deutschen Kolonien in Afrika zu Reichtum gekommen, ließ sich gegenüber der Kapelle 1915 ein Prunk-Mausoleum bauen, das nicht zugänglich ist.
- Skulptur eines nackten trauernden Jünglings auf dem Grabstein des Ehepaars Engel, gestorben 1944.
- Sowjetischer Ehrenfriedhof neben dem Waldfriedhof, auch Begräbnisstätte für Kriegsgefangene, Zwangsarbeiter und KZ-Häftlinge. Ein Obelisk erinnert an 1389 Sowjetbürger, 101 Polen, vier Jugoslawen, zwei Italiener und einen Tschechen. Auf dem Waldfriedhof selbst erinnert ein Denkmal an 383 Polen und 720 Deutsche, die 1942 als Häftlinge in den Konzentrationslagern Sachsenhausen und Wewelsburg/Niederhagen ermordet wurden.
- Max Schreck (1879–1936), Schauspieler, eine Ikone des Horrorfilms, ein Mythos bis heute. Die Rolle seines Lebens übertrug ihm 1922 der Filmregisseur Friedrich Wilhelm Murnau: Graf Orlok in Nosferatu – Eine Symphonie des Grauens. Max Schreck starb am 20. Februar 1936 in München. Seine Urne wurde nach Güterfelde überführt und am 14. März 1936 in der 70 cm × 70 cm großen Urnengrabstelle UR 670 der Mutter Pauline Schreck beigesetzt. Pauline Schreck wohnte zuletzt in Friedenau, Bennigsenstraße 26, und war am 9. Oktober 1934 verstorben. Der Verein Freunde und Förderer des Filmmuseums Berlin weihte zum 75. Todestag von Max Schreck am 20. Februar 2011 eine Gedenkstele ein.